# 内部留保
内部留保（ないぶりゅうほ、英: retained earnings）とは、企業の所有する自己資本のうち、事業によって調達した利益から、税や配当を差し引いた部分の蓄積を指す。社内留保、社内分配とも呼ばれることもある。
内部留保とは所謂、報道用語であり、法的な定義がないため、解釈は様々である。労働分配率の低下や賃金の伸び悩みの問題における、企業部門の資産の偏りを表す指標として、その総額の増加がしばしば問題視される。
過去から累積した利益の留保額全体を指す場合と、単年度ごとに生じる利益の留保額を指す場合とがあるが、本項では特に断りがない限り、前者として扱う。貸借対照表の勘定科目において『内部留保』という項目自体が存在するわけではない。またその企業の貯蓄という意味ではない。企業価値の成長プロセスの根幹であり、内部留保なくして企業価値は増加しない。企業は稼いだ利益を「利益剰余金」として、「株主資本」に組み込むことで貸借対照表の貸方の増加に合わせて、借方を大きくすることで設備投資やM&Aに回して株主の望む企業成長のための営業資産としている。

## 概念
基本的には企業の利益金額から役員賞与、配当、役員賞与金、租税などの社外流出分を除いた部分を社内に保留することである。しかし内部留保の概念には広狭があり、具体的にどの勘定科目を内部留保の計算に用いるかをめぐって、会計学や経営分析の研究者間でも見解に相違がみられる。

### 狭義
最も狭義の内部留保は利益剰余金のことを指す。利益剰余金とは、純利益から配当金や役員賞与金などの社外流出分を差し引いた比率の金額である。必ず内部留保に含められ、貸借対照表では貸方の「資本の部」（日本では「純資産の部」）に勘定科目として表示される。
財務省財務総合政策研究所の「法人企業統計調査」は、利益剰余金を内部留保として捉えている。後述するほかの科目も内部留保に加算できると考える立場から、これを「公表内部留保」と呼ぶ研究者もいる。
利益剰余金の構成
利益剰余金は法定準備金である利益準備金、種々の任意準備金（任意積立金）、繰越利益剰余金から構成される。利益準備金は用途が資本の欠損填補などに限定され、会社法で毎決算期に一定額を積み立てることが義務付けられている。任意準備金は会社の定款や株主総会の決議によって任意に用途目的を決定できる。事業拡張積立金や配当平均積立金といった目的用途があらかじめ指定されているものが多いが、別途積立金は特定の目的が指定されていない。あらかじめ用途目的が指定されている積立金であっても、株主総会の承認があれば当初の目的外の用途に当てることができる。
なお、任意準備金は純利益の前の段階ですでに費用として控除されている各種引当金（減価償却費引当金、価格変動準備金、退職給与引当金など）とは別の概念である。

### 広義
広義の内部留保として、利益剰余金のほかに以下のような勘定科目の全体または一部が内部留保に含まれるという議論がある。下記科目のどれを用いるかによって様々な内部留保概念が想定される。「公表内部留保」（利益剰余金）だけでは、内部留保の実質額を捕捉できないという立場から、それらを「実質内部留保」と呼ぶ研究者もいる。
- (1) 利益の費用化として捉える部分
  - (1-1) 各種引当金（全体または過大計上分）
  - (1-2) 減価償却費の過大計上分
- (2) 資本剰余金（資本準備金）
- (3) その他の包括利益（評価・換算差額等）

貸借対照表において(1)は貸方の「負債の部」へ、(2)(3)は「資本の部」へ計上される。日本銀行は利益剰余金に(1-1)の全体を加えたものを内部留保としている。また、(1)の各種引当金や減価償却費中どの程度が「過大計上分」なのかも見解の分かれるところである。

## 内部留保の運用形態
内部留保は「準備金」「積立金」「引当金」といった名称こそつけられているが、現金や預金だけではなく、売掛金、金銭債権、有価証券の他、土地建物・機械設備といった固定資産など様々な資産形態をとって運用されている。
貸借対照表上にて、内部留保は貸方側の特定の勘定科目に表れる。これに対し、総資本の具体的な運用形態を示す借方側（「資産の部」）では、内部留保がそのまま特定の資産科目に対応して表示される訳ではない。したがって、一時点の貸借対照表から分かるのは、内部留保分の金額が借方のどこかで運用されているということのみであり、具体的にどのような形の資産で存在しているのかは分からない。

## 経営分析と内部留保

### 経営資源としての内部留保
企業が資金調達として株式の発行や、銀行借入れ及び社債の発行を行うと、株主・債権者からリスクに応じた資本コストを要求される。内部留保は株主資本を構成し株式資本コストを負担する。
総資本に対する負債比率は2009年度以降低下傾向にあり、企業は内部留保を含めた株主資本による調達を強めている。結果として、負債資本コストより相対的に高い株式資本コストの割合が上昇し、企業の負担する全体の資本コストは上昇している。

### 配当財源としての内部留保
会社の配当財源の大きさは内部留保と当期純利益を通して調べることができる。
利益剰余金（狭義の内部留保）の一部である前期繰越利益は当期純利益に加算して、当期未処分利益となり、配当財源となる。同じく利益剰余金の一部である任意積立金も株主総会の承認があれば、取り崩して配当に当てることが可能である。

### 配当余力としての内部留保
当期純利益が利益剰余金へ分配される割合は内部留保率と呼ばれ、最も狭義の内部留保は利益剰余金のことを指す。これはそのまま配当余力という増配能力を示す指標に置き換えられる。一方で、当期純利益が株主配当金へ分配される割合は配当性向と呼ばれ、これが低ければ反対に配当余力が高いことを意味する。
配当性向と配当余力（内部留保率）の関係式は以下の通りとなり（通常、百分率で表記する）、これらの指標は会社の配当政策や資本蓄積状況の分析に用いる。
- 配当余力=100-配当性向
  - 配当余力=内部留保率=(利益剰余金÷当期純利益)×100
  - 配当性向=(株主配当金÷当期純利益)×100

## 日本

### 内部留保の推移

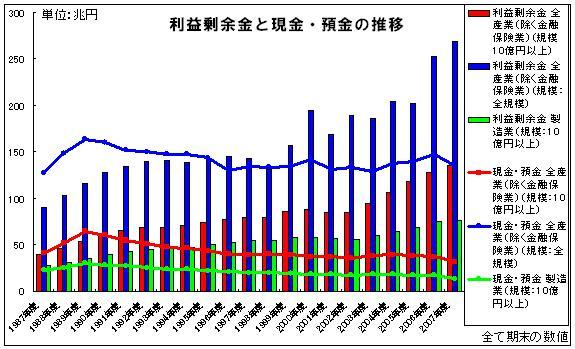
リーマンショック前までの利益剰余金と現金・預金の推移

従来、日本の上場企業は欧米と比べて、内部留保を重視し、株主への配当は低く抑える傾向があったが、2006年時点では大株主の要求や敵対的買収からの防衛策として大幅な増配に踏み切る企業も増えている。一方、利益剰余金（狭義の内部留保）も増加傾向にあり、1988年に100兆円、2004年に200兆円を突破。2012年には300兆円を突破し、過去最高の304兆4828億円を記録した。2000年代からは利益剰余金は増加していたが、現預金は平行線だった。
なお、全ての企業を合わせると現金・預金資産は1989年の163兆7816億円をピークに逓減していたが、その後は再び増加傾向にあり、2012年に過去最高の168兆3240億円を記録した。2008年のリーマンショック後の企業は、自己資本率を高めて財務体質の強化を図るために内部留保を高水準で維持させている2013年時点では流動資産・固定資産・繰延資産など、会社の全ての資産を合算した『総資産』に対して現金預金を11.4％保有している。しかし、大企業と中小企業を比べてみると、総資産に対する現金預金の割合は、大企業が7.5％に対して、中小企業は17.8%となっていて、資金調達を金融機関の借入金に頼る中小企業ほど将来の経営危機時の資金調達として『内部留保』に比して現金預金を割合として多く保有している。金額ベースで大企業の約1.2万社は、海外投資した固定資産・将来の買収や合併資金が占める内部留保約200兆円に対して、現預金が約65兆円である。それに対して、中小企業は内部留保120兆円に対して、現預金が約105兆円としていることからも運転資金が確保出来ずに資金繰り悪化で倒産することを回避するために現預金の割合を多くして危機に備えていることが分かる。

### 内部留保の活用
2007年の米国金融危機（世界金融危機）とそれに伴う世界経済の急激な後退に際して、日本の大企業は非正規労働者の大規模な解雇・契約解除で対応した。このような情勢下、大企業の内部留保を原資とする資産の一部を、非正規・正規労働者の雇用維持・創出に活用することを検討する議論が起きた。
日本共産党の志位和夫委員長は、「自動車産業は2万人近い人員削減を進めているが、業界の内部留保の0.2%を取り崩しただけで、雇用は維持できる」と訴えている。労働組合の連合も同様の主張をしており、さらに政府でも河村建夫元官房長官が「企業はこういうことに備えて内部留保を持っている」と表明し、共産党の主張する内部留保の活用に同意した麻生太郎副総理は「共産党と自民党が一緒になって賃上げをやろうっていうのは、たぶん歴史上始まって以来」と答弁した。
一方こうした「活用」論は内部留保を「大企業が労働者に還元せずに、利益を蓄えている」というイメージからのミスリーディングだとする主張もある。
内部留保とは、企業の資産のうち借入金や株主の出資ではなく、自己の利益によって調達した部分をさすものであり、単純に不況で株主出資が減少しただけだという批判もある。

### 低すぎるインフレ率
現金を投資に回すのを促す方法の1つとしてインフレ率を高めるという方法もある。インフレ率が高まると、現金で保持した場合はより価値が減るようになるので、投資に回すというインセンティブがより強く働く。預金や国債などの無リスク資産（リスクが少ない資産）の金利を下げることも、リスクを取って投資に回す事へのインセンティブとなる。
経済学者の円居総一は「企業の内部留保や多額の対外投資は、政府が勝手に使えるものではない。なぜならそれらのほとんどが、民間のものだからである。企業の内部留保を投資に回せと言っても、政府にできるのはそれを誘導することだけである。企業の内部留保はデフレの産物であり、国内需要を喚起すれば投資に回る」と指摘している。経済学者の岩田規久男は「デフレである限り、企業が巨額の余剰資金を抱えたままにしていることで、設備投資・消費などが動き出さないといった状況から抜け出せない」と指摘している。
経営学者の加護野忠男は「最近（2012年）になって、日本企業は余剰資金を積み増している。企業のリスク投資を促すことが必要である。日本企業の投資を促すには、単純な法人税減税ではなく、投資減税を行うべきである」と指摘している。

## 留保金課税
留保金に対する所得課税は法人税の一部として昔から行われている。

### 日本
内部留保は税を課した後の余剰金であるため、内部留保に対して課税すれば二重課税と見なされ、これが主要な論拠となって、日本の法人税制では、所得課税のみで資産課税はない。留保金課税の対象は特定同族会社のみである（2003年より資本金1億円超などに制限）。

### 米国
アメリカ合衆国は、連邦税として留保金課税(accumulated earnings tax)が存在する。ただし、これは分配や具体的な事業に投資する計画が無い場合であるので、狭義な内部留保の定義からもさらに小さい範囲となる（狭義広義の内部留保となる利益のうち、具体的な事業に投資される計画があるものは課税されない)。また、日本同様、法人税がかかったあとの利益への二重課税であるため、内部留保として加わる単年度の利益のみへの所得課税であり、過去積み上げた内部留保全体への資産課税ではない。

## 内部留保に対する資産課税
日本共産党は2022年2月24日、内部留保に対する資産課税として、「内部留保への適正課税提案」を提案した。2013年現在、会計学の専門家である醍醐聡は、内部留保に対する資産課税を求めている。
なお、現預金などの無リスク資産に対する課税は、課税を避けるために、リスクの低い資産（例えばMMFや高格付け社債など）に置き換えるインセンティブが働く。結果として効果の薄いおかしな税制になる。また、無リスクかどうかは分かるが、リスク資産がどの程度リスクがあるのかは分かりづらく、結局、リスクの程度に応じて資産課税するというのも難しい。リスクの程度に関係なく純資産全体に資産課税する場合は、株式の一部を取得するのと等価であり、企業の国有化を進めるのと等価であり、共産主義の考え方である。純資産の一部である利益剰余金に資産課税するのも、資本金などが抜けるだけで大差はない。